# Valbelluna
Valbelluna (o Val Belluna, in antichità nota anche come Val Serpentina) è il nome dato in età contemporanea alla media valle del Piave: estesa da nord-est a sud-ovest per circa 50 km, da Ponte nelle Alpi alla stretta di Quero, si tratta di un'ampia vallata della provincia di Belluno, corrispondente al tratto della valle del Piave compreso tra le prealpi Bellunesi da una parte e le Dolomiti meridionali dall'altra. La valle rappresenta l'area della provincia più popolata, contando circa 120 000 abitanti (circa la metà dell'intera popolazione bellunese).

## Geografia

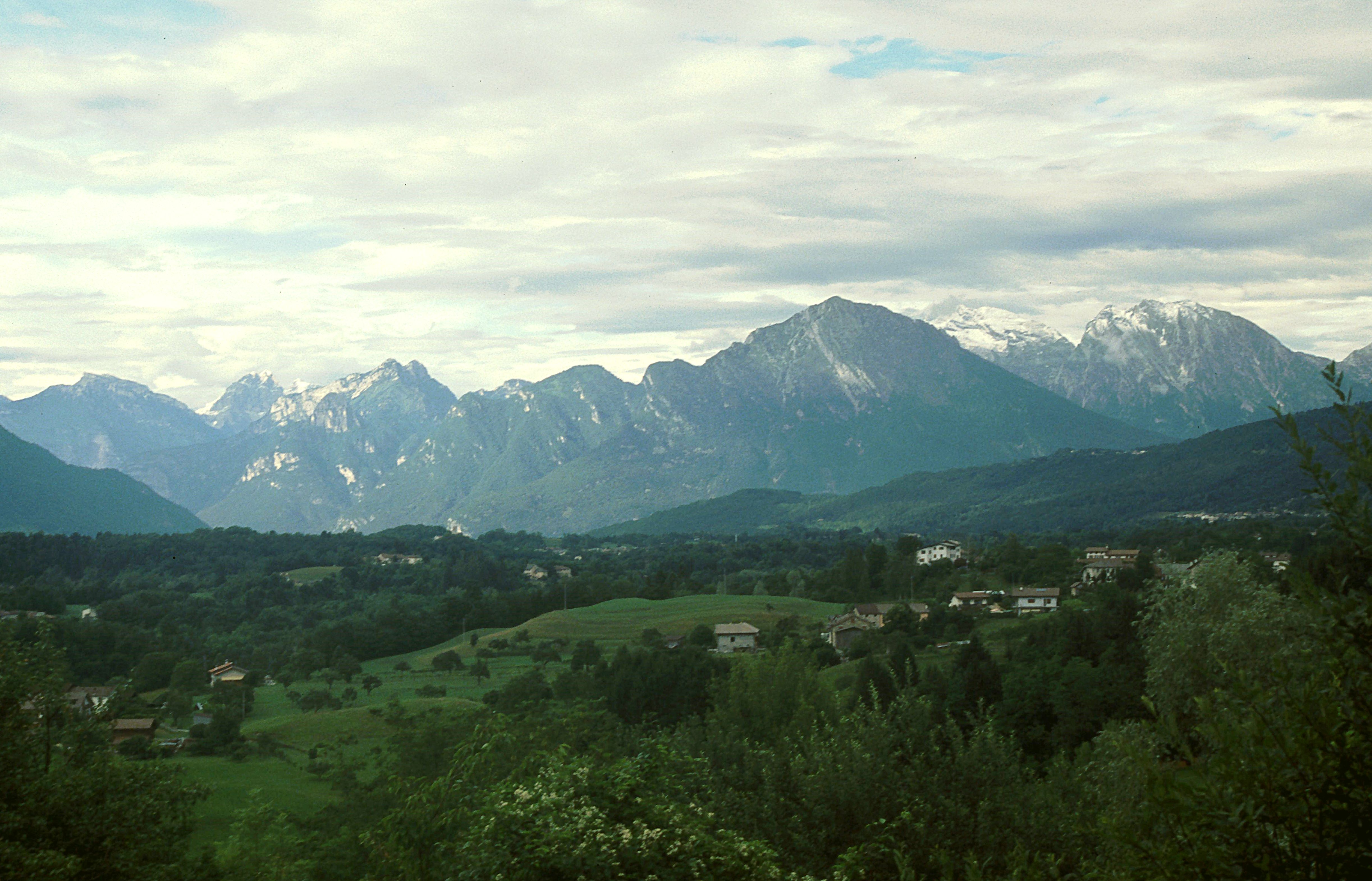
Paesaggio sulle Prealpi

La struttura della valle coincide con un'ampia piega sinclinale, successivamente modificata nella sua morfologia dal ghiacciaio del Piave. La valle è delimitata a nord dal gruppo dolomitico della Schiara, dal Serva, dai Monti del Sole e dalle Vette Feltrine e a sud dalla conca dell'Alpago, dalle Prealpi Bellunesi e dal Massiccio del Grappa. La valle, molto estesa, è suddivisa in quattro aree geografiche:
- Bellunese: comprende l'area urbana e il territorio gravitante la città capoluogo; corrisponde inoltre all'apertura della valle del Piave che, dopo essere scesa dal Cadore, volge ora verso sud-ovest. Amministrativamente è suddivisa nei comuni di Belluno e Ponte nelle Alpi.
- Destra Piave: stesa sul lato settentrionale della valle, dal Piave alle pendici e alle cime meridionali delle Dolomiti; del territorio fanno parte i comuni di Sedico, Cesiomaggiore, Sospirolo, Santa Giustina e San Gregorio nelle Alpi.
- Sinistra Piave: versante meridionale della valle compreso tra il Piave e le Prealpi bellunesi da Belluno (solo la zona a sud della città) a Vas e comprendente anche i comuni di Limana e Borgo Valbelluna.
- Feltrino: comprende la città di Feltre e i comuni di Seren del Grappa (solo in parte), Pedavena e Setteville.

### Idrografia

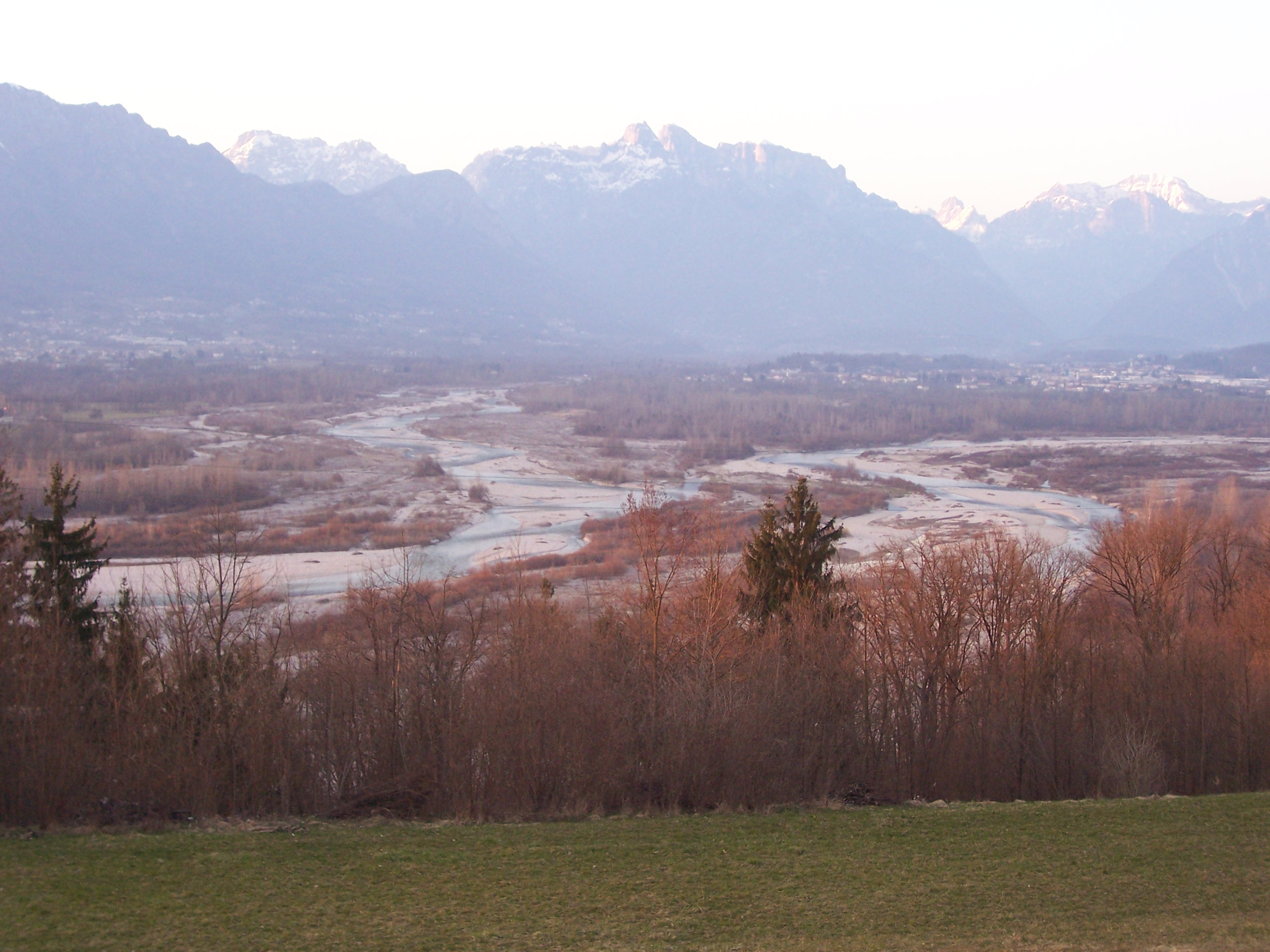
Confluenza tra il Piave e il Cordevole

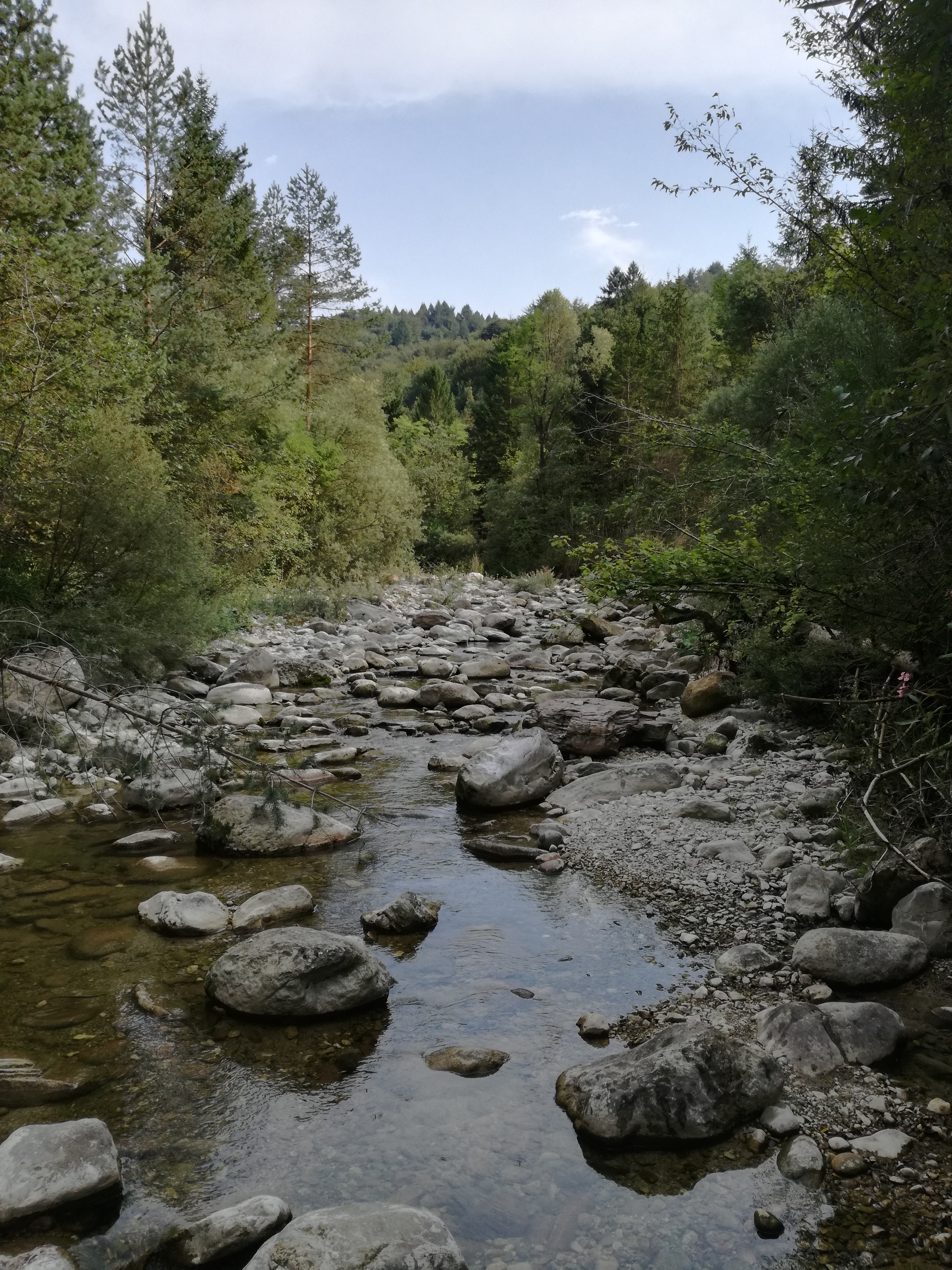
La valle del torrente Ardo

La valle è attraversata per tutto il suo tratto dal fiume Piave che nei pressi della cittadina di Ponte nelle Alpi curva in direzione sud-est e poi, presso Busche, curva ancora verso sud.
La valle è ricca di corsi d'acqua tutti affluenti del Piave; i principali sono: il Terche, la Cicogna, la Limana e la Rimonta, in Sinistra Piave; il Cordevole, il Caorame e il Veses in Destra Piave. Presso la città di Belluno scorre l'Ardo, mentre la città di Feltre è attraversata dalla Sonna. Nei pressi di Busche, uno sbarramento sul Piave crea l'omonimo lago artificiale che alimenta il sistema idroelettrico del basso Piave, mentre nei pressi della Certosa di Vedana si trova il Lago di Vedana.
Il corso del Piave taglia longitudinalmente la valle e nei suoi 50 km di lunghezza le corrispettive sponde sono collegate da sei ponti a Soverzene, Ponte nelle Alpi, Belluno, San Felice di Trichiana, Busche e Vas.

## Storia
La Valbelluna era abitata sin dalla preistoria. Le locali popolazioni celtiche, retiche e venetiche vennero assimilate ai romani dalla fine del II secolo a.C., quando iniziarono con questi i primi scambi commerciali; nel I secolo a.C. Belluno e Feltre divennero municipia, ovvero città dotate di autogoverno. La regione era probabilmente attraversata dalla via Claudia Augusta Altinate che da Altino portava al Danubio; questa strada era stata costruita inizialmente come strada militare e divenne in seguito una strada commerciale. Lungo questo percorso sorsero i primi avamposti fortificati, che da semplici torri si trasformarono nel medioevo in veri e propri castelli; molti altri castelli sorsero in tutta la vallata, il più importante dei quali, e unico intatto ancora oggi, è il Castello di Zumelle.
Durante prima guerra mondiale la Valbelluna si trovò lungo il fronte del Piave; questa situazione causò molte vittime civili e la distruzione e il saccheggio di molti centri abitati. Anche nella seconda guerra mondiale la Valbelluna si trovò al centro di una lotta tra i tedeschi e i partigiani che trovavano rifugio nei molti paesi arrampicati nelle montagne. La popolazione dei questi paesi fu dimezzata dai rastrellamenti e da svariati massacri. Molti paesi vennero distrutti o dati alle fiamme. Diversi furono anche i bombardamenti che colpirono soprattutto la città di Belluno e le principali vie di comunicazione.

## Economia
L'attuale economia della valle è sostentata da diversi settori. Diffusi distretti industriali, specialmente nel campo della refrigerazione e dell'occhiale come Luxottica, Marcolin, Safilo e De Rigo, sono oggi leader mondiali nelle rispettive produzioni. Da ricordare anche le aziende nel campo alimentare come quella casearia della Lattebusche o legate alla produzione di birra come la Pedavena.
La valle, ampia e soleggiata, offre favorevoli superficie da coltivare. L'attuale agricoltura è specializzata nella produzione di prodotti locali e molto spesso tutelati come il Fagiolo di Lamon della Vallata Bellunese, il Fagiolo Gialet, il Mais Sponcio, o la produzione di Miele delle Dolomiti Bellunesi.
 
Altro settore non trascurabile è quello del turismo, sia invernale legato agli impianti di risalita del Nevegal e di Passo Croce d'Aune, che estivo e sportivo, diffuso in tutta la valle. Le città di Feltre e Belluno e altre piccole realtà, inoltre accolgono un modesto afflusso turistico legato a tematiche artistico-culturali.

### Turismo

#### Sport invernali
Per gli amanti dello sci la Valbelluna offre due località con piste e impianti di risalita:
- il Col Nevegal: nel castionese a pochi minuti da Belluno, con 20 km di piste da sci alpino, 2 anelli di piste da fondo, 4 campi scuola, 1 pista da snowboard e 7 impianti di risalita
- il Monte Avena: a nord di Feltre, con 14 piste da sci alpino e 6 impianti di risalita.

## Elementi di valore culturale e naturalistico

### Centri storici

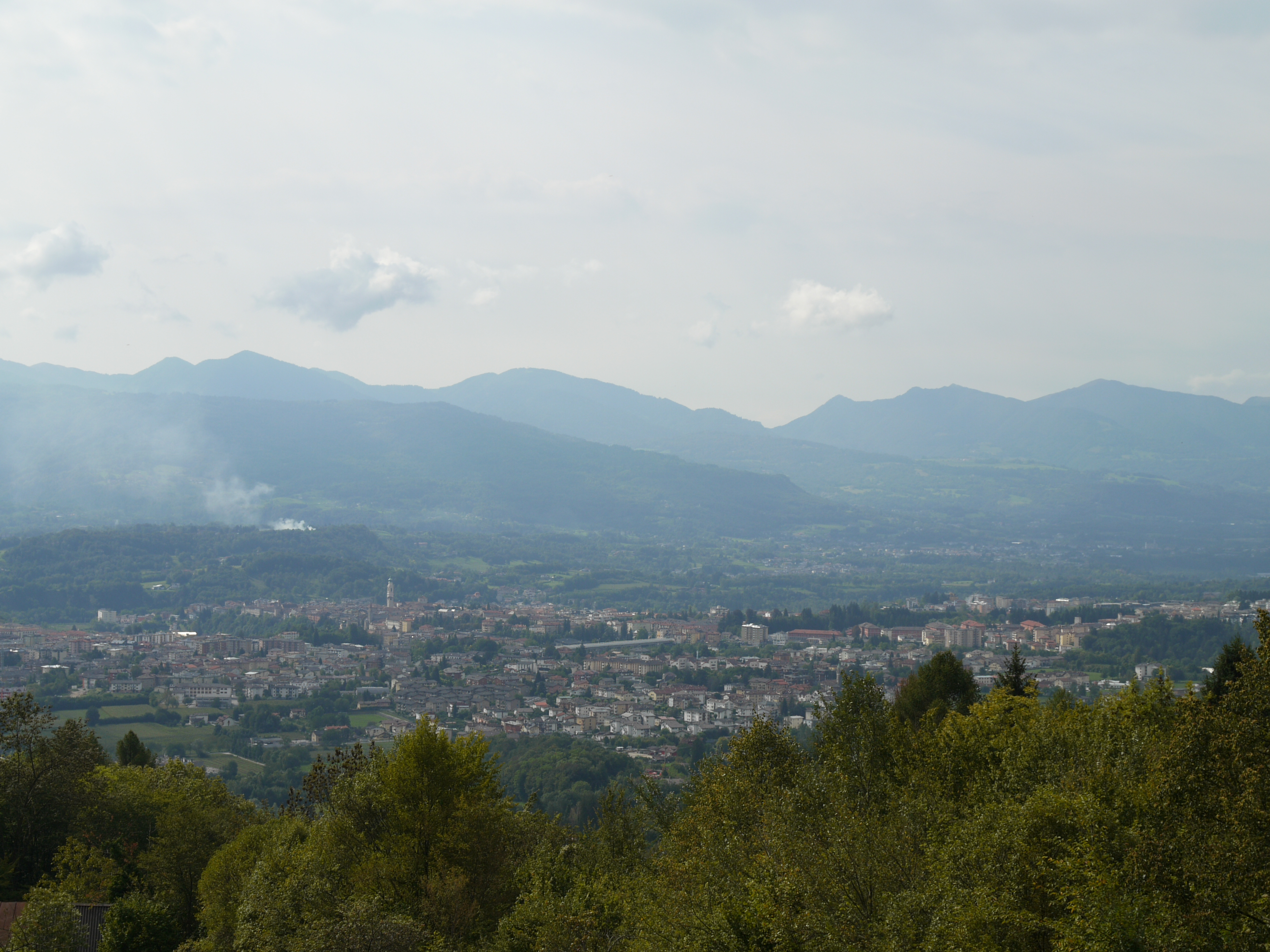
Belluno vista dal monte Serva

- Belluno: antica città che conserva un assetto urbanistico medievale con influenze veneziane e neoclassiche. Particolare per le sue piazze, le sue fontane e i suoi scorci panoramici verso le Dolomiti e la valle. Simbolo è il campanile del duomo progettato da Filippo Juvarra.
- Feltre: città murata in cui lo stile architettonico veneziano si interseca mirabilmente con quello nordico; suggestiva la zona del castello con la piazza Maggiore. Notevoli il museo civico e il museo diocesano d'arte sacra, con l'area archeologica sotto il sagrato della concattedrale. Da non perdere nel mese di agosto il caratteristico Palio di Feltre.
- Mel: insediamento paleoveneto poi romano e altomediovale. Prosperato sotto la protezione della Repubblica di Venezia tra il XV e il XVIII secolo di cui oggi ne conserva integri i tratti urbani. Tra i borghi più belli d'Italia[2] è insignito anche della bandiera arancione[3] dal Touring Club Italiano.

### Monumenti
- Castello di Zumelle, nei pressi di Mel
- Castelnuovo, nei pressi di Quero
- Castel Lusa, ad Arson presso Feltre
- Basilica santuario dei Santi Vittore e Corona, presso Feltre
- Basilica cattedrale di San Martino, monumento nazionale, a Belluno
- Chiesa di Santo Stefano, a Belluno
- Concattedrale di San Pietro Apostolo, monumento nazionale, a Feltre
- Certosa di Vedana, presso Sospirolo
- Via Claudia Augusta, tracce a Mel e ritrovamenti a Cesiomaggiore
- Santuario del Nevegal, presso Belluno
- Arcipretale di Santa Maria Assunta, monumento nazionale, a Lentiai
- Strada militare del passo di San Boldo
- Centrale idroelettrica Achille Gaggia di Soverzene

#### Siti archeologici
- Area archeologica di Piazza Duomo a Feltre
- Necropoli paleoveneta di Mel
- Sito archeologico di Noal a Sedico
- Sito archeologico di San Pietro in Tuba a Limana

### Ville venete in Valbelluna
Le ville venete, sono presenti in tutto il Veneto e Friuli. Anche nella Valbelluna sono presenti numerosi esempi di villa veneta, che differiscono dalle altre tipiche della pianura Padana per un gusto e una caratterizzazione montana; quindi con volumi più ridotti, locali più bassi ed elementi artistici più grezzi e semplici. Le ville sono inserite perfettamente nel paesaggio della valle e sono poste soprattutto nelle campagne, ai piedi delle montagne o sopra a lievi colli.

Le ville si stendono in tutta la Valbelluna, specialmente nella zona centrale (destra e sinistra Piave).

### Natura
- Parco nazionale delle Dolomiti Bellunesi. Parco storico italiano, si stende sulla parte nord di tutta la vallata
- Riserva naturale Vincheto di Cellarda, presso Feltre
- Riserva statale Monti del Sole, da Sospirolo a Pedavena
- Giardino botanico del Monte Faverghera nel Nevegal, presso Belluno
- Lago del Mis, cadini del Brenton e cascata della Sofia, a Sospirolo
- Masiere (distesa di massi e detriti di frana, in gran parte ricoperta da vegetazione pioniera) e il lago di Vedana
- Geosito dei Brent de l'Art, canyon scavati nella roccia dal torrente Ardo, nei pressi di Trichiana
- Zone umide della Valpiana, nei pressi di Limana
- Pian di Coltura, zona della fioritura dei narcisi, presso Lentiai
- Fiume Piave e aree naturalistiche: Fontane di Nogaré, Risorgive del Piave, Torbiera di Sochieva, Maserot, Grave di Longano

## Comuni della Valbelluna
| Stemma | Comune di               | in veneto     | Popolazione (ab) |
| ------ | ----------------------- | ------------- | ---------------- |
|        | Belluno                 | Belùn         | 35 480           |
|        | Feltre                  | Heltre        | 20 235           |
|        | Borgo Valbelluna        | Borgo         | 13 421           |
|        | Sedico                  | Sèdego        | 10 192           |
|        | Ponte nelle Alpi        | Pònt          | 7 914            |
|        | Santa Giustina          | Santa Justina | 6 673            |
|        | Setteville              | Sètevile      | 5 803            |
|        | Limana                  | Łimana        | 5 324            |
|        | Pedavena                | Pedavena      | 4 338            |
|        | Cesiomaggiore           | Žess          | 3 883            |
|        | Sospirolo               | Sospiròi      | 3 044            |
|        | Seren del Grappa        | Serèn         | 2 409            |
|        | San Gregorio nelle Alpi | San Regorio   | 1 585            |
|        | Soverzene               | Sovèrḋen      | 360              |

## Prodotti e piatti tipici
- Mais Sponcio, varietà di mais prodotto nella zona di Sospirolo
- Pastin, particolare preparazione di carne (manzo, maiale)
- Fagiolo Gialét
- Formaggio Piave
- Formaggio Schiz
- Formaggio Nevegal
- Formaggio Malga Bellunese
- Formaggio Zumelle
- Focaccia veneta
- Miele delle Dolomiti Bellunesi
- Kodinzon, purea di mele cotte, poi seccate
- Kodinze, spicchi di mela essiccati al sole
- Fagiolo di Lamon della Vallata Bellunese

## Galleria d'immagini

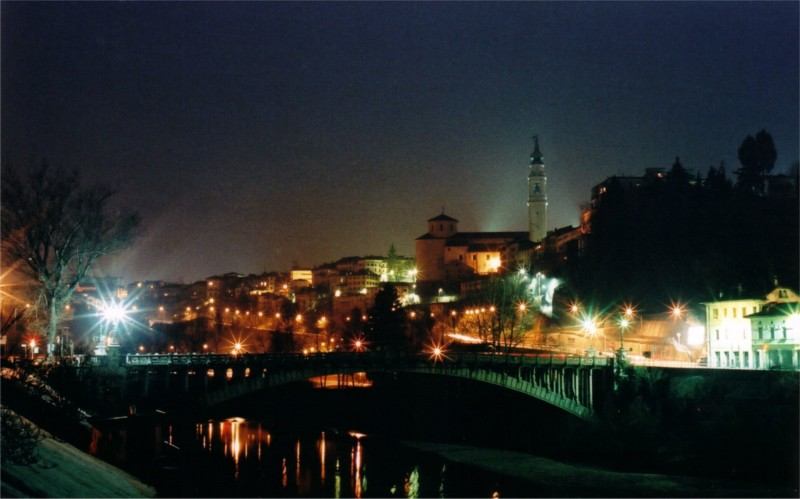
Belluno
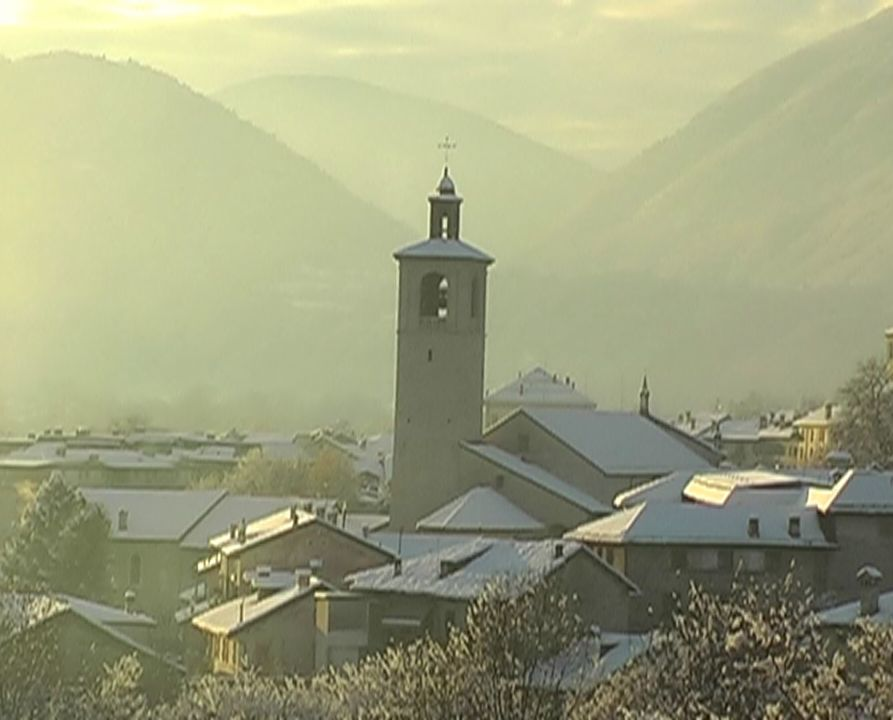
Feltre
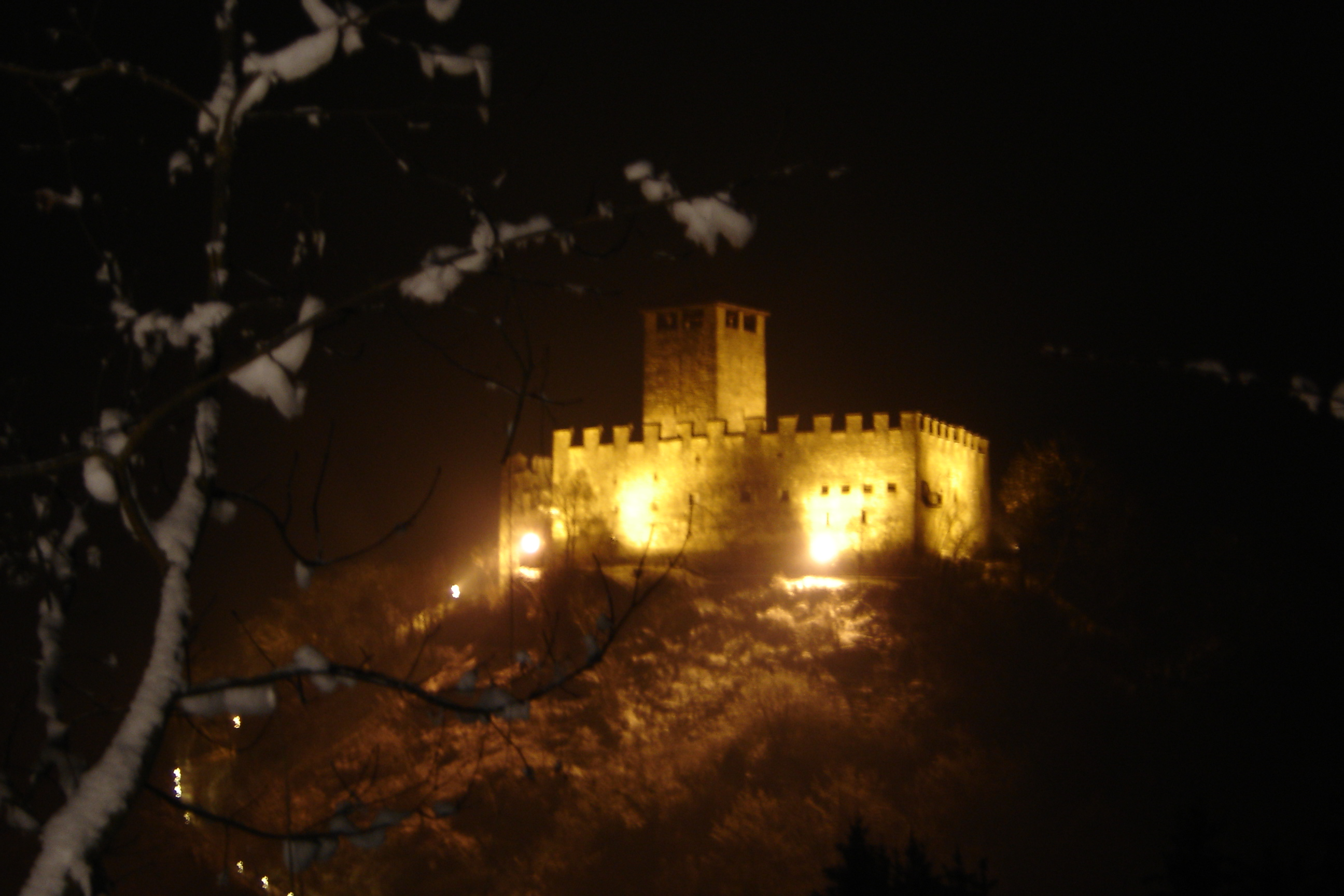
Castello di Zumelle
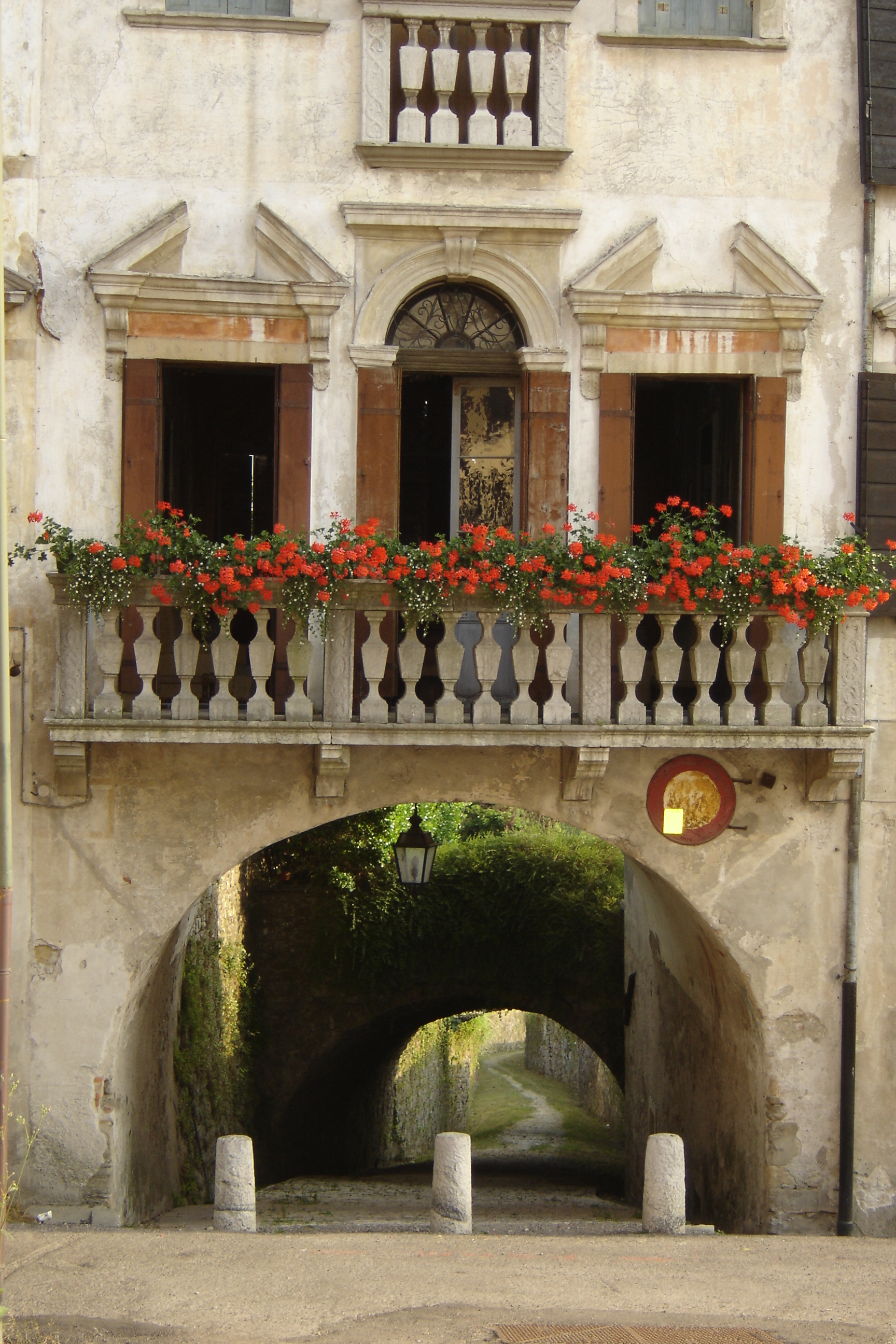
Scorcio di Mel
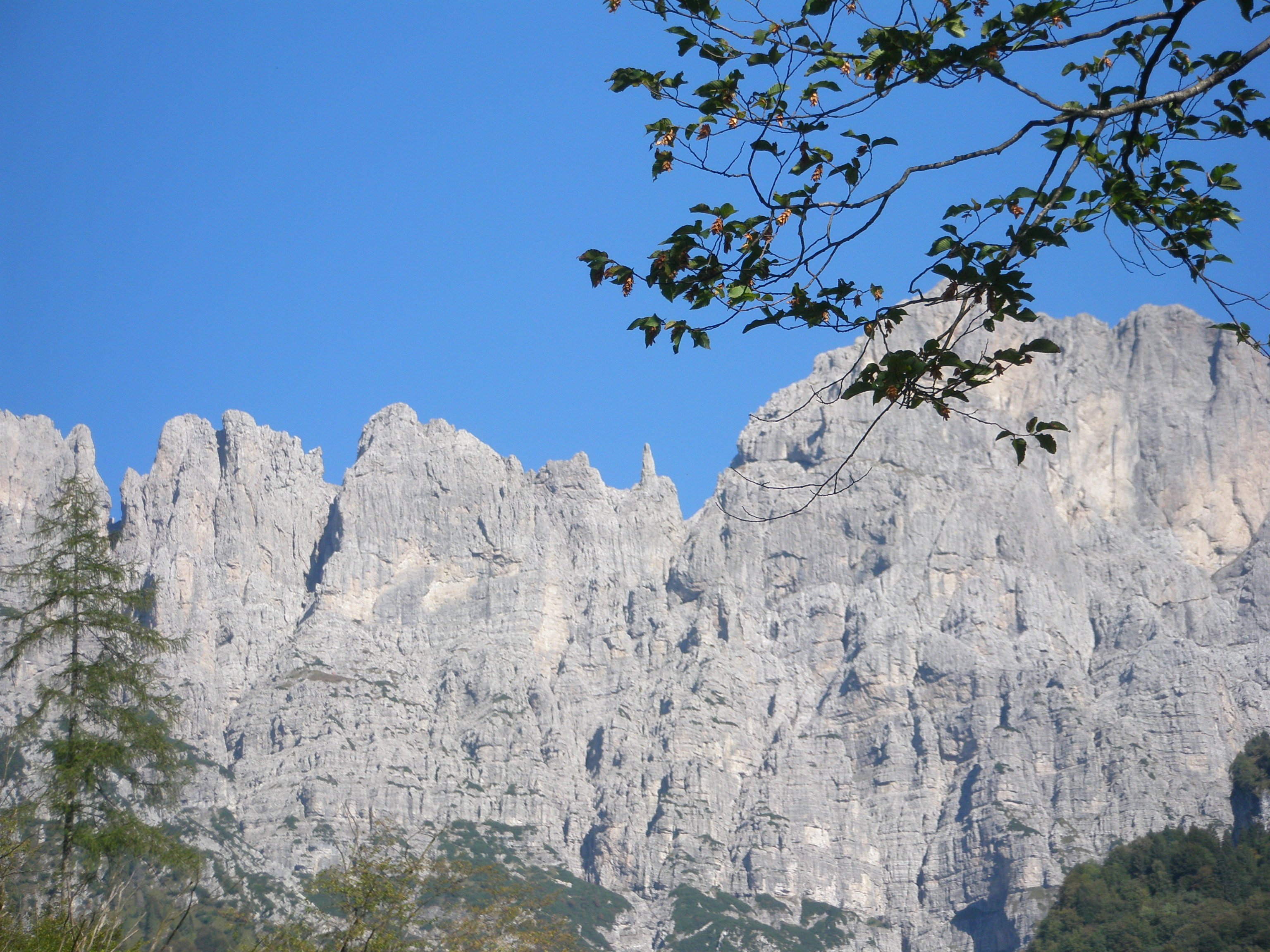
La Gusela del Vescovà
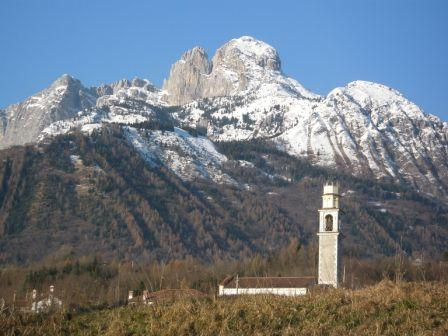
Il monte Pizzocco
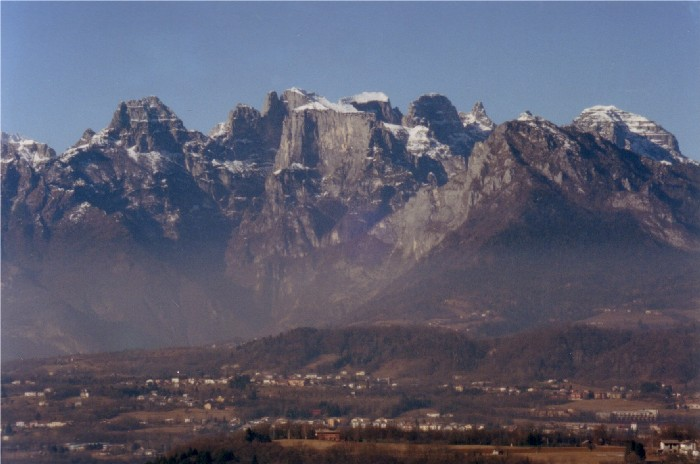
I monti del Sole
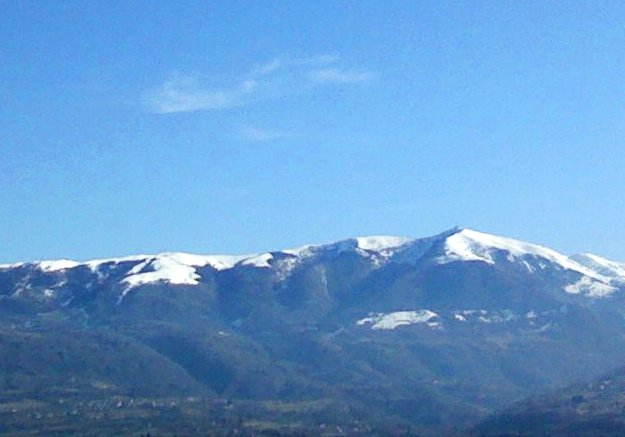
Il col Visentin
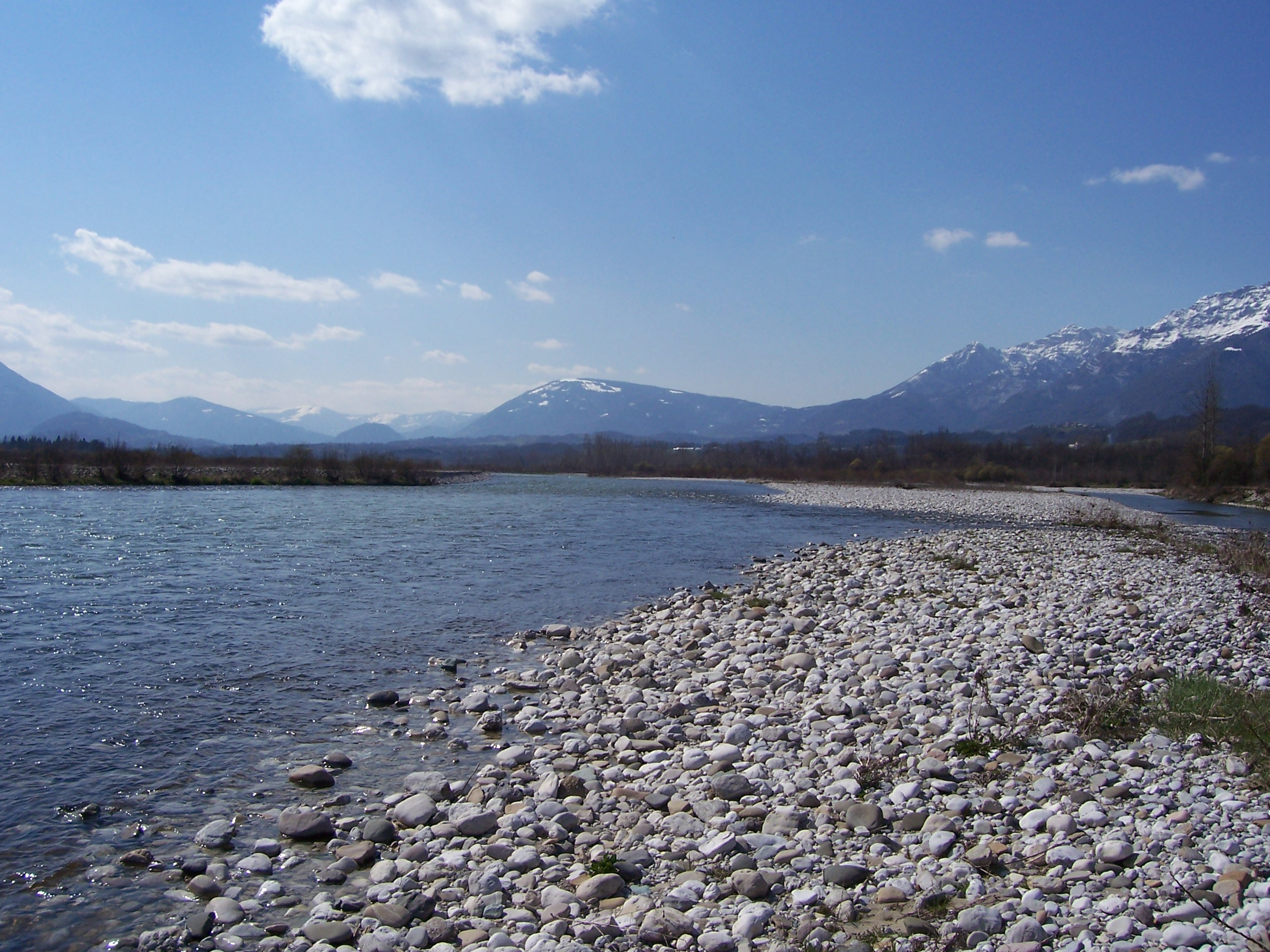
Il Piave in Valbelluna
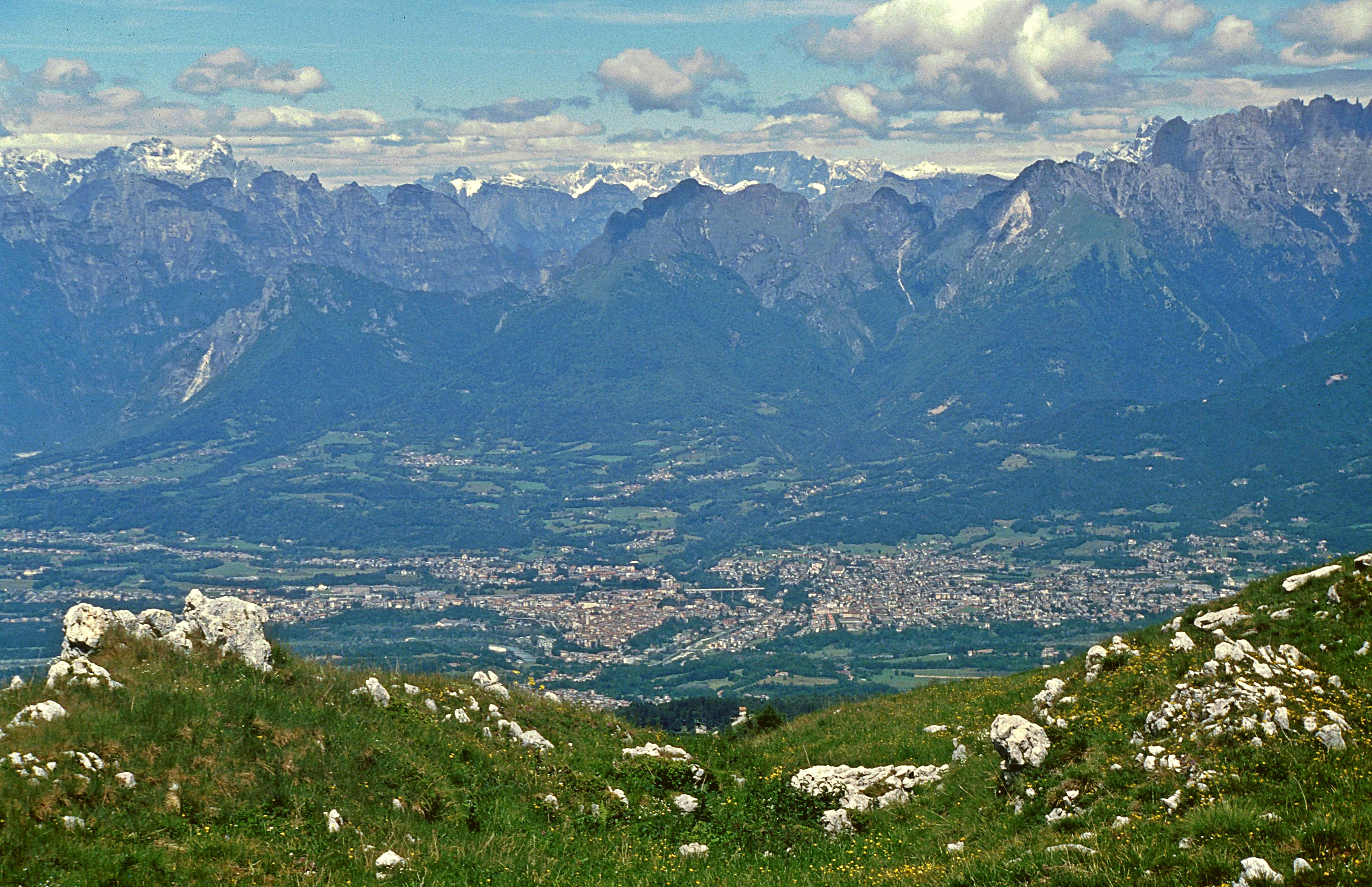
La città di Belluno nella Valbelluna